# Ngũ Kiên
Ngũ Kiên là một xã thuộc huyện Vĩnh Tường, tỉnh Vĩnh Phúc, Việt Nam.
Xã có diện tích 4,91 km², dân số năm 1999 là 7099 người, mật độ dân số đạt 1446 người/km².

## Nhân vật nổi tiếng
- Nguyễn Viết Xuân